# SN 1998du
SN 1998du – supernowa odkryta 14 sierpnia 1998 roku w galaktyce A004511-6348. W momencie odkrycia miała maksymalną jasność 20,50m.